# Kubaninella relicta
Kubaninella relicta is een mosdiertjessoort uit de familie van de Adeonidae. De wetenschappelijke naam van de soort is voor het eerst geldig gepubliceerd in 2002 door Grischenko, Taylor & Mawatari.